# Club Deportivo Binisalem
El Club Deportivo Binisalem (en catalán Club Esportiu Binissalem) es un club de fútbol de España, de la localidad de Binisalem, en las Islas Baleares. Fue fundado en 1914, lo que le convierte en el club más antiguo del fútbol balear. Actualmente juega en la Tercera Federación.

## Uniforme
- Uniforme titular: Camiseta azul, pantalón azul y medias azules.
- Uniforme alternativo: Camiseta roja, pantalón blanco y medias rojas.

## Estadio
El Binisalem juega sus partidos como local en el Estadio Miquel Pons, con capacidad para 2000 espectadores.

## Datos del club
- Temporadas en 1.ª: 0
- Temporadas en 2.ª: 0
- Temporadas en 2.ªB: 1
- Temporadas en 3.ª: 29

### Historial en la liga
| Temporada | Categoría | Puesto |
| --------- | --------- | ------ |
| 1928–54   | Regional  | —      |
| 1954/55   | 3.ª       | 6.º    |
| 1955/56   | 3.ª       | 8.º    |
| 1956/57   | 3.ª       | 11.º   |
| 1957/58   | 3.ª       | 17.º   |
| 1958/59   | Regional  | —      |
| 1959/60   | 3.ª       | 16.º   |
| 1960–66   | Regional  | —      |
| 1966/67   | 3.ª       | 10.º   |
| 1967/68   | 3.ª       | 9.º    |
| 1968–79   | Regional  | —      |
| 1979/80   | 3.ª       | 9.º    |
| 1980/81   | 3.ª       | 13.º   |
| 1981/82   | 3.ª       | 11.º   |
| 1982/83   | 3.ª       | 12.º   |
| 1983/84   | 3.ª       | 20.º   |
| 1984–94   | Regional  | —      |
| 1994/95   | 3.ª       | 19.º   |
| 1995/96   | Regional  | —      |

| Temporada | Categoría | Puesto |
| --------- | --------- | ------ |
| 1996/97   | 3.ª       | 6.º    |
| 1997/98   | 3.ª       | 5.º    |
| 1998/99   | 3.ª       | 12.º   |
| 1999/00   | 3.ª       | 13.º   |
| 2000/01   | 3.ª       | 7.º    |
| 2001/02   | 3.ª       | 17.º   |
| 2002/03   | 3.ª       | 10.º   |
| 2003/04   | 3.ª       | 10.º   |
| 2004/05   | 3.ª       | 9.º    |
| 2005/06   | 3.ª       | 8.º    |
| 2006/07   | 3.ª       | 5.º    |
| 2007/08   | 3.ª       | 7.º    |
| 2008/09   | 3.ª       | 4.º    |
| 2009/10   | 3.ª       | 5.º    |
| 2010/11   | 3.ª       | 4.º    |
| 2011/12   | 3.ª       | 2.º    |
| 2012/13   | 2.ªB      | 21.º   |
| 2013/14   | 3.ª       | 4.º    |
| 2014/15   | 3.ª       | 7.º    |
| 2015/16   | 3.ª       | 8.º    |
| 2016/17   | 3.ª       | 9.º    |
| 2017/18   | 3.ª       | 6.º    |
| 2018/19   | 3.ª       | 13.º   |

## Palmarés

### Trofeos nacionales
- Copa Federación de fútbol (1): 2012
- Subcampeón de la Tercera División (1): 2011-12

### Trofeos regionales
- Copa R.F.E.F (Fase Autonómica) (3): 2001-02, 2011-12, 2013-14

### Trofeos amistosos
- Trofeo Nicolás Brondo: (1) 2003
- Trofeo de la Agricultura: (1) 2012